# 雙子座8
雙子座8，又名BD+24 1182，HD 43261、SAO 78168、HR 2230，是雙子座的一颗恒星，视星等为6.08，位于銀經187.72，銀緯3.5，其B1900.0坐标为赤經6h 10m 12.4s，赤緯+24° 3.5′ 9″。